# フェリーニのローマ
『フェリーニのローマ』（原題：ROMA）は、1972年に公開されたイタリア・フランス合作映画である。フェデリコ・フェリーニ監督の半自伝的作品で、フェリーニ自身の人生経験を基に、廃れていくローマないしイタリアのカトリック的精神文化と、変わらぬ人々の楽観的な国民性とのギャップを描いた風刺的作品である。

## 概要
この映画には明確なストーリーは無いが、作品の随所に配置されたフェリーニが得意とするシンボル的描写により、彼にとっての不変の"ローマ"へのオマージュと、揺れ動く世相の中で都市開発が進み、かつての面影を消しつつある現代"ローマ"への嘆きが暗示的に描かれる。
この作品は、恐らくフェリーニ自身と思われる人物(実際、"現代"に高速道路(実は大型セット)や町を映画用クレーンに乗って撮影したり、現地のヒッピー達と交流する彼本人が"出演"しており、映画の"二重落とし"的構造が成立している)の遍歴を追ったもので、冒頭の"少年期"、彼がローマに初めて移った1938年から戦中のイタリアを描いた"青年期"、そして地下鉄や高速道路などの都市開発が進み、車が多く市内を飛び交うようになった"現代(1972年当時)"の大きく3つの時間軸に別れるが、それは直線的なものではなく、時には"青年期"と"現代"が複雑に交錯する。
作品中特に有名なシーンは、とあるカトリック教会で枢機卿や司教、修道女達によって行われた"教会ファッション·ショー"。奇抜且つ豪華にアレンジされた修道服で彼らは人々の前に登場する。これは既成のカトリック派的価値観と、それを打ち壊して、現代的な価値観を取り入れようとする人々を風刺したものだと思われる。その他にも、地下鉄開発の際に発見された、古代ローマ時代のフレスコ画が外気に晒されて滲んでいくシーンや、作品終盤のローマ市内を若者のバイク集団が走り抜けていくシーンなど、風刺を匂わせるシーンが随所に窺える。

## キャスト
- 18歳のフェデリコ·フェリーニ：ピーター・ゴンザレス
- 売春婦の少女ドロレス：フィオナ・フローレンス
- ドミティラ姫：ピア・ド・ドーズ
- オッタヴィアーニ枢機卿：レナート・ジョヴァンノリ

※以下クレジット無し
- ヒッピー：デニス・クリストファー
- ジュリアス・シーザー役の役者：フェオドール・シャリアピン・ジュニア
- アンナ・マニャーニ
- マルチェロ・マストロヤンニ（出演シーンはカット）
- アルベルト・ソルディ（出演シーンはカット）
- ゴア・ヴィダル
- ジョン・フランシス・レーン
- フェデリコ・フェリーニ
- カサンドラ・ピーターソン
- エリオット・マーフィー（エキストラ）

## 評価
本作は、第25回カンヌ国際映画祭にコンペティション外の特別招待作品として出品された。第45回アカデミー賞では外国語映画賞のイタリア代表作品に選出されたがノミネートはされていない。映画批評集積サイトのRotten Tomatoesには17件のレビューがあり、批評家支持率は71%、平均点が6.55/10となっている。
受賞歴は以下の通り。
| 賞                       | 部門                     | 候補者             | 結果       |
| ------------------------ | ------------------------ | ------------------ | ---------- |
| ナストロ・ダルジェント賞 | 美術賞                   | ダニーロ・ドナティ | 受賞       |
| ナストロ・ダルジェント賞 | 衣裳デザイン賞           | ダニーロ・ドナティ | 受賞       |
| ゴールデングローブ賞     | 外国語映画賞             |                    | ノミネート |
| 英国アカデミー賞         | プロダクションデザイン賞 | ダニーロ・ドナティ | ノミネート |
| フランス映画批評家協会賞 | 外国語映画賞             |                    | 受賞       |